# コーンケン・ユナイテッドFC
コーンケン・ユナイテッドFC (สโมสรฟุตบอลขอนแก่น ยูไนเต็ด, Khon Kaen United Football Club) は、タイ王国のコーンケン県をホームタウンとするプロサッカークラブ。

## 概要
2015年に設立され、当時の3部リーグであったリージョナルリーグ・ディヴィジョン2北東地区に参戦した。同郷のコーンケンFCもこのリーグに参戦していたため、ダービーマッチが実現することになった。
2016年、7月24日のアーントーンFC戦の終了後に発生した審判暴行事件により、8月19日にクラブはディヴィジョン2からの追放処分を受けた。クラブは2018年からタイ・リーグへの復帰が認められ、ディヴィジョン2改めタイ・リーグ4北東地区から再出発することになった。
その後、2018年にタイ・リーグ4北東地区2位、翌2019年にタイ・リーグ3上地区優勝と1年で上位リーグへの昇格を続け、さらに2020-21シーズンはタイ・リーグ2を4位で終えたものの、プレーオフを制してタイ・リーグ1への昇格を果たした。

## 現所属メンバー
注：選手の国籍表記はFIFAの定めた代表資格ルールに基づく。
| No. | Pos. |          | 選手名                         |
| --- | ---- | -------- | ------------------------------ |
| 2   | DF   | タイ王国 | キッティチャイ・ヤイディー     |
| 4   | DF   | タイ王国 | ティナコーン・アスリン         |
| 6   | MF   | タイ王国 | パーンデチャー・ゲンプラサート |
| 7   | FW   | タイ王国 | チサヌポン・チョーティ ()      |
| 14  | MF   | タイ王国 | ウォラリット・ムンクン         |
| 15  | FW   | タイ王国 | パッタラポン・ジャンスワン     |
| 17  | DF   | タイ王国 | パーヌポン・ハーンスリ         |
| 18  | MF   | タイ王国 | ンッポン・ポンカム             |
| 21  | MF   | タイ王国 | ポンサパック・タンサップ       |
| 22  | DF   | タイ王国 | ジラデート・タイチャンコーン   |
| 23  | DF   | タイ王国 | アディサック・ソースンヌーン   |
| 24  | DF   | タイ王国 | キッティパット・インタウォン   |

| No. | Pos. |                  | 選手名                             |
| --- | ---- | ---------------- | ---------------------------------- |
| 28  | DF   | タイ王国         | ワサン・ホムセーン                 |
| 29  | GK   | タイ王国         | ポンワリン・インタンマー           |
| 32  | FW   | ブラジル         | ブレンネル・アウヴェス・サビーノ ★ |
| 35  | MF   | タイ王国         | パヌポン・ポンサー                 |
| 43  | DF   | タイ王国         | サクシット・ジットウィジャーン     |
| 51  | DF   | 日本             | 菅沼駿哉 ★                         |
| 81  | GK   | タイ王国         | ポンサナート・チャムナーンポン     |
| 98  | FW   | タイ王国         | ジェッサダポーン・マクロム         |
|     | FW   | タイ王国         | アティット・ブッジンダー           |
|     | FW   | コートジボワール | アマドゥ・ワッタラ ★               |
|     | FW   | ブラジル         | フェリペ・アムーリン ★             |
|     | FW   | 大韓民国         | キム・ジミン ★                     |

※星印は外国人選手を示す。
監督
- ピポブ・オンモ

## 歴代所属選手
- メルヴィン・デ・レーウ 2016
- 熊田瑠偉 2018
- 西原拓夢 2019
- タナー・チャナブット 2019-2021
- パウロ・コンハード 2019-2021
- イブソン・メロ（英語版） 2021-2023
- ジョシュア・グロムメン（英語版） 2021-2024

## 歴代監督
- サラーユット・チャイカムディー 2018-2019
- 神戸清雄 2020-2021
- カルロス・エドゥアルド・パレイラ（英語版） 2021-2022